# Ballina (Mayo)
Ballina (irl. Béal an Átha) – miasto położone w zachodniej części Irlandii, w północno-wschodniej części hrabstwa Mayo, blisko granicy z hrabstwem Sligo. Ballina zajmuje drugie miejsce pod względem liczby mieszkańców oraz pierwsze pod względem zajmowanej powierzchni w hrabstwie Mayo. W roku 2011 miasto liczyło 10 354 mieszkańców.

## Położenie geograficzne
Ballina położona jest w dolinie rzeki Moy, w jej górnym odcinku. Rzeka w tym miejscu płynie przez stosunkowo wyrównany, nizinny obszar, stąd położenie miasta na niedużej wysokości bezwzględnej oraz niewielkie deniwelacje terenu. Na wschód od miasta ciągnie się łańcuch gór Ox, z których to swój początek bierze rzeka Moy. Na południowym wschodzie od miasta znajduje się dużej powierzchni jezioro Conn oraz mniejsze Cullin. Jeziora posiadają połączenie z Oceanem Atlatyckim dzięki rzece Moy.

## Historia
Z prawnego punktu widzenia miasto Ballina istnieje od roku 1723, kiedy to zostało założone przez Barona Tyrawley. Nazwa w języku irlandzkim oznacza „ujście fiordu” i ma związek z charakterystycznym ujściem rzeki Moy. Jednak osada w miejscu, w którym założono miasto, istniała już na pewno w XV wieku, o czym świadczą pozostałości zabudowań opactwa Augustianów datowane na rok 1427. Jednym z najważniejszych udokumentowanych wydarzeń mających miejsce przed rokiem 1723, była bitwa pod Ardnaree, 23 września 1586. Doszło wówczas do starcia wojska dowodzonego przez ówczesnego gubernatora prowincji Connacht Richarda Binghama z oddziałem Szkotów, którzy stacjonowali nad rzeką Moy. Zaskoczeni Szkoci zostali zepchnięci do rzeki, większość ludzi utonęła lub została zabita. Wśród poległych byli zarówno mężczyźni jak i kobiety oraz dzieci.
Bitwa pod Ardnaree spowodowana była buntem klanu rodziny Burkes przeciwko restrykcyjnej polityce prowadzonej przez Elżbietę I Tudor. Straceni Szkoci byli najemnikami, którzy mieli walczyć u boku Irlandczyków.

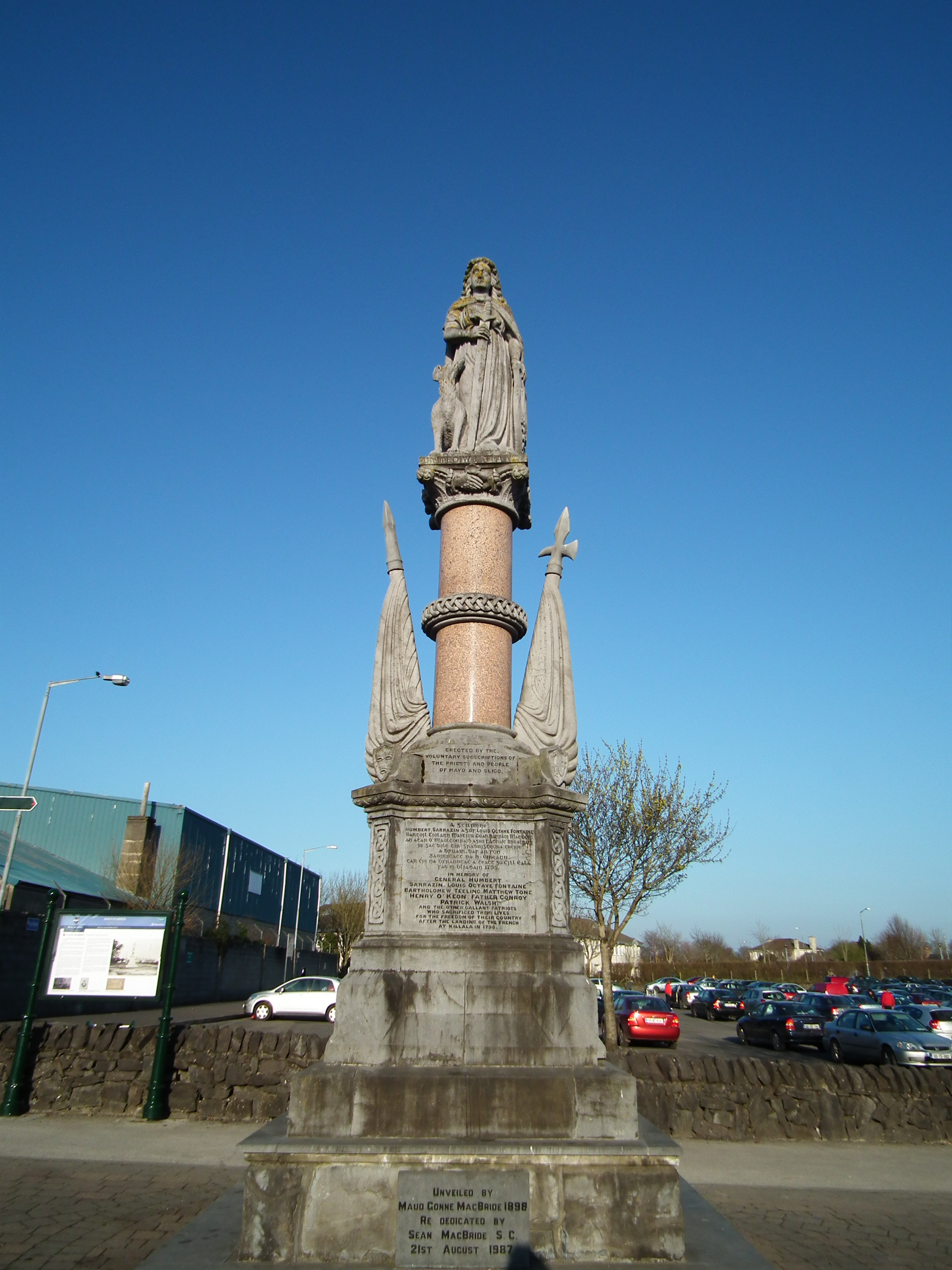
Pomnik Generała Humberta

Założenie miasta w roku 1723 wiązało się z utworzeniem w tym miejscu ośrodka przemysłu tekstylnego przez Barona Tyrawley. Ściągnął on do miasta wielu wykwalifikowanych pracowników, zwiększając tym samym zaludnienie osady. Baron organizował również targi i jarmarki, które przyczyniły się wzrostu obrotów handlowych oraz popularności miasta. O wzroście znaczenia miasta w regionie świadczy wybudowanie w połowie XVIII wieku garnizonów wojskowych. W tym czasie powstały tu również mieszkania pracownicze.
W 1798 roku, w czasie rewolucji irlandzkiej, połączone oddziały francusko-irlandzkie pod dowództwem generała Humberta przeszły przez miasto, zmuszając do ustąpienia stacjonujące tam wojsko królewskie, które wycofało się na południe. W setną rocznicę zdarzenie to zostało upamiętnione pomnikiem generała Humberta.
W roku 1840 w mieście został wybudowany workhouse, będący rodzajem przytułku, w którym mogli mieszkać najubożsi w zamian wykonując pracę. W tym czasie system ten był w Irlandii oraz Anglii, Walii i Szkocji niezwykle popularny, jednocześnie był mocno krytykowany za warunki panujące w przytułkach. W latach 40. XIX wieku wybudowano budynek sądu oraz więzienie. Ważnym wydarzeniem w Ballinie było również doprowadzenie do miasta linii kolejowej w maju 1873 roku.
Po powołaniu Wolnego Państwa Irlandzkiego w 1922 roku w Ballinie dokonano symbolicznej zmiany nazewnictwa ulic, którym nadano nazwy na część bohaterów rewolucji irlandzkiej z roku 1798.

## Edukacja oraz gospodarka
Ballina posiada obecnie kilkanaście szkół podstawowych oraz średnich. Nie ma jednak w mieście ani jednej uczelni wyższej. Stąd miasto nie stanowi ważnego ośrodka naukowego w hrabstwie.
W roku 2000 w mieście powstała duża fabryka Coca-Coli, poza tym gospodarka opiera się głównie na sektorze usługowym oraz turystyce. Lokalnych przedsiębiorców wspiera w działaniach inicjatywa Ballina Chamber, która prowadzi działalność marketingową, lobbingową oraz informacyjną w imieniu zrzeszonych członków.

## Turystyka
Ballina ze względu na dorobek historyczny oraz położenie geograficzne pełni obecnie rolę znaczącego ośrodka turystycznego w regionie. Ma to bezpośrednie przełożenie na bazę noclegową oraz gastronomiczną. W mieście znajduje się kilkanaście hoteli oraz szereg miejsc typu B+B czy popularnych w Irlandii self catering. Na obrzeżach miasta mieści się klub golfowy Ballina Golf Club z 18 dołkowym polem golfowym, który istnieje od 1910 roku. Ballina wraz z rzeką Moy uchodzą za jedno z najlepszych w Irlandii miejsc wędkarskich. Obszar ten jest szczególnie atrakcyjny jeżeli chodzi o połowy łososia.

### St. Muredach’s Cathedral
Kościół katedralny diecezji Killala. Prace nad katedrą zostały rozpoczęte w 1827 roku. Do budowy użyto wapiennych skał wydobywanych z rzeki Moy. Sklepienie oraz dach zostały ukończone przed nastaniem wielkiego głodu w roku 1845. Budowę dokończono ostatecznie w 1855, natomiast organy zostały zainstalowane w roku 1875.

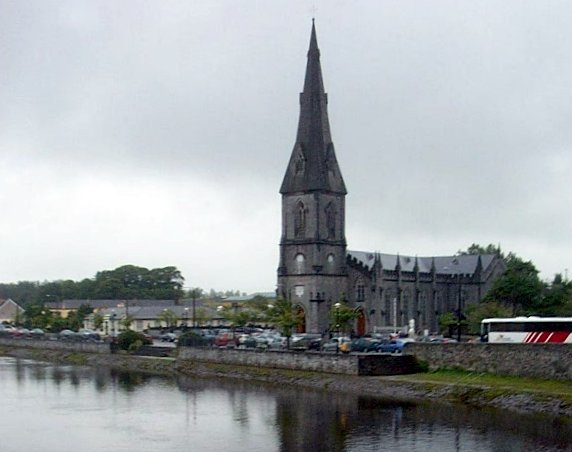
St. Muredach's Cathedral

### Opactwo Augustianów
Ruiny opactwa Augustianów sąsiadują z Katedrą St. Muredach’s. Zabudowania te powstały w 1427 roku i były w posiadaniu duchownych, aż do rozwiązania opactwa przez protestancką królową Elżbietę I. Zakonnicy jednak nie opuścili opactwa i pozostali tam do roku 1835, choć opactwo pozostawało w ruinie.

### Workhouse
Budynek powstał latach 1840–1842 w zachodniej części miasta. Zarówno pod względem zajmowanej powierzchni jak i liczby ludzi jaką mógł pomieścić zajmował czołowe miejsce w Irlandii. Budynek był w stanie zakwaterować jednocześnie 1200 ludzi. Mimo znacznych rozmiarów, budynek okazał się zbyt mały w okresie wielkiego głodu, kiedy to musiał pomieścić niemal 7000 mieszkańców. Przyczyniło się to do znacznego pogorszenia warunków bytowych. Sytuację poprawiły dopiero późniejsze zmiany w podziale regionów, według których wyznaczano przynależność do danego workhouse. Budynek został niemal całkowicie zburzony w 1934 roku, by ustąpić miejsca szpitalowi. Do dziś pozostała część ambulatoryjna z pamiątkową tablicą oraz dwa groby zbiorowe mieszkańców przytułku.

### Dolmen
Neolityczny dolmen znajduje się za stacją kolejową. Jego powstanie datowane jest na ok. 2000 lat p.n.e.
Obok wyżej wymienionych atrakcji na terenie miasta znajduje się kilka innych godnych uwagi miejsc, takich jak pomnik Generała Humberta, Sanktuarium ku czci św. Patryka czy wrak holownika Creteboom z okresu I wojny światowej.

## Współpraca
- Craigavon, Wielka Brytania
- Athis-Mons, Francja
- Pittsfield, Stany Zjednoczone
- Scranton, Stany Zjednoczone
- Ballina, Australia